# Arthur Gaebelein
Otto Arthur Alfred Gaebelein (* 29. März 1891 in Mansfeld; † 28. August 1964 in Halle (Saale)) war ein deutscher Fußballspieler. Im Jahr 1912 kam er zu einem Einsatz in der deutschen Fußballnationalmannschaft. Er war in seiner Vereinskarriere zunächst Stürmer, später Abwehrspieler.

## Laufbahn
Gaebelein spielte von 1901 bis 1930 für den Halleschen FC Hohenzollern (ab 1918 Hallescher SV 1898, nach 1945 BSG Einheit Mitte Halle), dessen Mitglied er bis zu seinem Ableben 1964 blieb. Dazwischen lag während des Ersten Weltkriegs von 1914 bis 1917 eine Aktivität bei Viktoria 1896 Magdeburg. Mit der Viktoria gewann der Angreifer aus Halle 1916 und 1917 zweimal die Meisterschaft von Mittelelbe. Mit dem Hallescher SV 1898 kam 1921/22 noch die Meisterschaft von Saale hinzu.
Eine lange und erfolgreiche Karriere durchlief der „vorzügliche Kombinationsspieler“ in der Verbandsauswahl von Mitteldeutschland. Er debütierte im Wettbewerb um den Kronprinzenpokal am 9. Oktober 1910 beim Spiel in Leipzig gegen Norddeutschland an der Seite von Camillo Ugi auf Linksaußen. Im Wettbewerb 1912/13 brachte ihn sein Auftritt am 13. Oktober 1912 in Fürth beim Spiel gegen das starke Team von Süddeutschland mit Max Breunig, Hermann Bosch, Fritz Förderer, Julius Hirsch, Eugen Kipp und Karl Wegele in den Kader der Nationalmannschaft. Sein einziges Länderspiel absolvierte er am 17. November 1912 in Leipzig als Linksaußen gegen die Niederlande. Deutschland unterlag mit 2:3. Im Angriff war das DFB-Team mit Wegele, Förderer, Adolf Jäger, Kipp und Gaebelein aufgelaufen. Danach wurde Gaebelein nicht wieder in die Nationalmannschaft berufen.
Ein Jahr danach, am 9. November 1913, gewann (2:1 n. V.) er mit Mitteldeutschland das Halbfinalspiel um den Kronprinzenpokal in Nürnberg gegen Süddeutschland. Im Finale verlor er am 22. Februar 1914 in Berlin mit Mitspielern wie Torhüter Johannes Schneider und den Feldspielern Willy Völker, Ernst Rokosch, Paul Pömpner und Eduard Pendorf mit 1:2 Toren gegen Norddeutschland, in dessen Reihen die Offensivspieler Adolf Jäger, Otto Harder, Richard Queck und Ernst Möller herausragten. Am 29. Mai 1919 erzielte er im Halbfinalspiel in Leipzig gegen Süddeutschland im Bundespokal bei der 1:3-Niederlage gegen Süddeutschland den Ehrentreffer für den Gastgeber. Seine zweite Finalteilnahme erlebte Gaebelein am 20. Juni 1920 in Hannover beim Spiel gegen Westdeutschland; aber auch mit 0:1 nach Verlängerung seine zweite Niederlage. Als die Vertretung von Mitteldeutschland am 20. März 1921 in Leipzig sich im Finale mit einem klaren 4:0-Erfolg gegen Westdeutschland den Bundespokal sicherte, stürmte auf Linksaußen Richard Kühn von der SpVgg Leipzig. Gaebelein hatte aber noch beim siegreichen Halbfinale am 14. November 1920 in Dresden gegen Brandenburg (2:1) neben Förderer und Pömpner im Angriff des VMBV mitgewirkt.
Insgesamt bestritt er 35 Repräsentativspiele für den Verband Mitteldeutscher Ballspiel-Vereine; darunter 16 Einsätze mit drei Toren von 1910 bis 1922 im Kronprinzenpokal-, Bundespokal- und Kampfspielpokalspielen. Er wurde mit der Silbernen Ehrennadel des Verbandes ausgezeichnet.
Zum 1. März 1937 trat er der NSDAP bei (Mitgliedsnummer 3.843.823).

## Stationen
- 1901 bis 1914: Hallescher FC Hohenzollern
- 1914 bis 1917: Viktoria 1896 Magdeburg
- 1917 bis 1930: SV Halle 98